# Pregrada
Pregrada es una ciudad y municipio de Croacia en el condado de Krapina-Zagorje.

## Geografía
Se encuentra a una altitud de 224 m s. n. m. a 61,4 km de la capital nacional, Zagreb.

## Demografía
En el censo 2011, el total de población del municipio fue de 6719 habitantes, distribuidos en las siguientes localidades:
- Benkovo - 327
- Bregi Kostelski - 272
- Bušin - 139
- Cigrovec - 418
- Donja Plemenšćina - 135
- Gabrovec - 59
- Gorjakovo - 344
- Gornja Plemenšćina - 275
- Klenice - 80
- Kostel - 138
- Kostelsko - 245
- Mala Gora - 172
- Marinec - 119
- Martiša Ves - 19
- Pavlovec Pregradski - 229
- Pregrada - 1 927
- Sopot - 330
- Stipernica - 172
- Svetojurski Vrh - 167
- Valentinovo - 167
- Velika Gora - 87
- Vinagora - 41
- Višnjevec - 174
- Vojsak - 159
- Vrhi Pregradski - 399
- Vrhi Vinagorski - 125